# Cnemolia tubericollis
Cnemolia tubericollis är en skalbaggsart som beskrevs av Stefan von Breuning 1942. Cnemolia tubericollis ingår i släktet Cnemolia och familjen långhorningar. Inga underarter finns listade i Catalogue of Life.